# Polugard
Polugard ili alternativno polumount je podna grappling pozicija gdje jedan borac leži na drugome s donjim borcem koji mu je zahvatio nogu. Ponekad se kaže da je donji borac u polugardu dok je gornji borac u polumountu. Položaj polugarda je između punog garda i bočne kontrole ili punog mounta. Gornji borac će pokušati osloboditi nogu da dobije bočnu kontrolu ili mount dok će donji borac probati tranziciju u puni gard ili pokušati pomet ili predajni hvat. Gornji borac je ipak u boljem položaju i može udarati ili pokušati predajni hvat iako ne tako dobro kao u bočnoj kontroli.

## Vanjske poveznice
- Demonstracije BJJ tehnika u polugardu  Arhivirana inačica izvorne stranice od 8. siječnja 2007. (Wayback Machine)
- Evolucija polugarda - Kratki članak Stephana Kestinga